# Comté de Golden Valley (Montana)
Pour les articles homonymes, voir Comté de Golden Valley.
Le comté de Golden Valley est un des 56 comtés de l’État du Montana, aux États-Unis. En 2010, la population était de 884 habitants. Son siège est Ryegate.

## Géolocalisation
|                      | Comté de Fergus        |                      |
| Comté de Wheatland   | Comté de Golden Valley | Comté de Musselshell |
| Comté de Sweet Grass | Comté de Stillwater    | Comté de Yellowstone |

## Principales villes
- Lavina
- Ryegate